# Zeki Fryers
Ezekiel David Fryers (ur. 9 września 1992 w Manchesterze) – angielski piłkarz występujący na pozycji obrońcy w szwedzkim klubie AFC Eskilstuna. Były młodzieżowy reprezentant Anglii. Wychowanek Manchesteru United.

## Statystyki kariery
(aktualne na dzień 5 lipca 2017)
| Klub                    | Sezon              | Liga               | Liga  | Liga | Puchary krajowe | Puchary krajowe | Europa | Europa | Suma  | Suma |
| Klub                    | Sezon              | Liga               | Mecze | Gole | Mecze           | Gole            | Mecze  | Gole   | Mecze | Gole |
| ----------------------- | ------------------ | ------------------ | ----- | ---- | --------------- | --------------- | ------ | ------ | ----- | ---- |
| Manchester United       | 2011/12            | Premier League     | 2     | 0    | 3               | 0               | 1      | 0      | 6     | 0    |
| Standard Liège          | 2012/13            | Eerste klasse      | 7     | 0    | 0               | 0               | –      | –      | 7     | 0    |
| Tottenham Hotspur       | 2012/13            | Premier League     | 0     | 0    | 0               | 0               | 0      | 0      | 0     | 0    |
| Tottenham Hotspur       | 2013/14            | Premier League     | 7     | 0    | 2               | 0               | 7      | 0      | 16    | 0    |
| Crystal Palace          | 2014/15            | Premier League     | 1     | 0    | 1               | 0               | –      | –      | 2     | 0    |
| Rotherham United (wyp.) | 2014/15            | Championship       | 10    | 0    | 0               | 0               | –      | –      | 10    | 0    |
| Ipswich Town (wyp.)     | 2014/15            | Championship       | 3     | 0    | 0               | 0               | –      | –      | 3     | 0    |
| Crystal Palace          | 2015/16            | Premier League     | 0     | 0    | 0               | 0               | –      | –      | 0     | 0    |
| Crystal Palace          | 2016/17            | Premier League     | 8     | 0    | 4               | 0               | –      | –      | 12    | 0    |
| Ogólnie w karierze      | Ogólnie w karierze | Ogólnie w karierze | 38    | 0    | 10              | 0               | 8      | 0      | 56    | 0    |